# Rosie Jones (Komikerin)

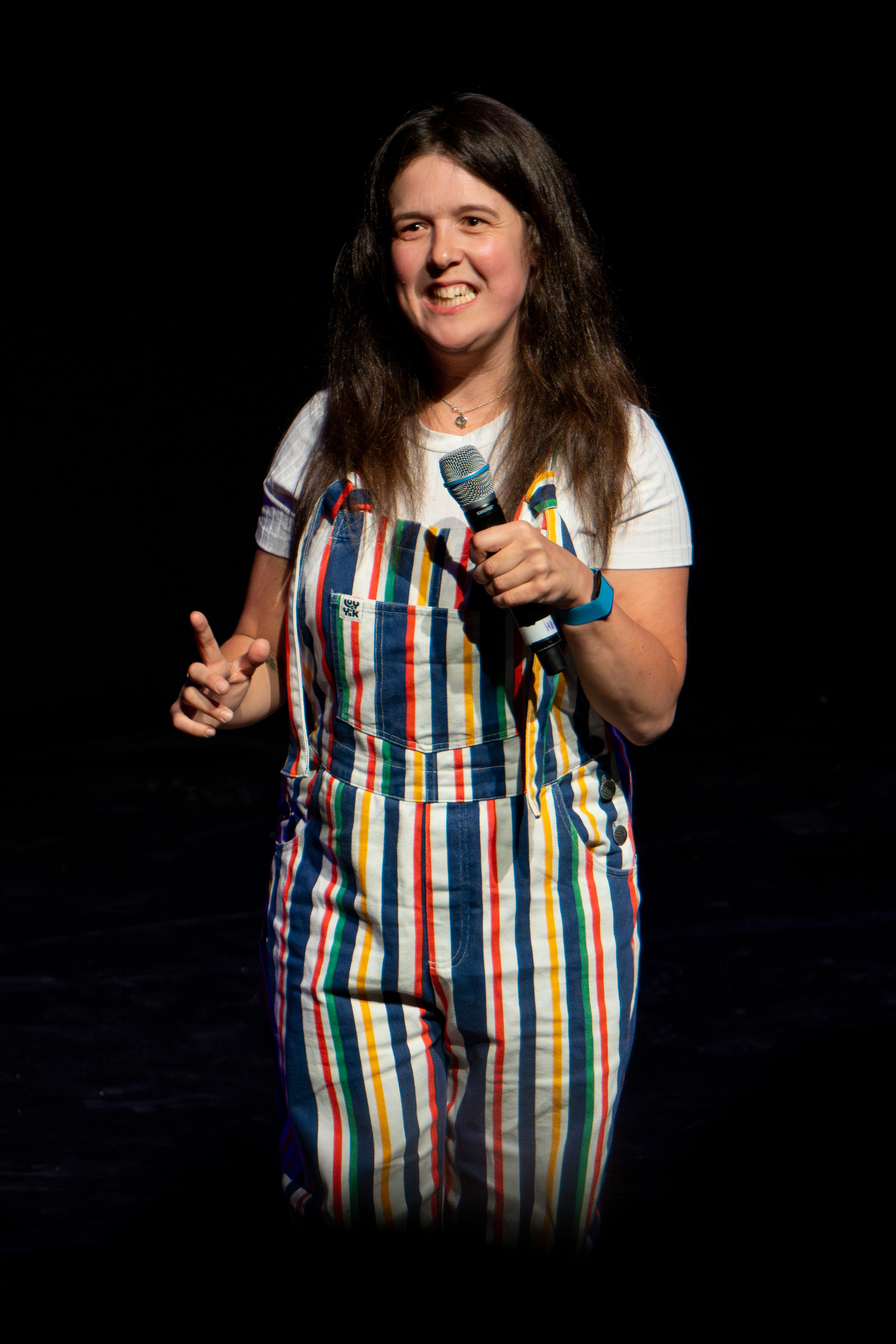
Rosie Jones, 2024

Rosie Jones (* 24. Juni 1990 in Bridlington, England) ist eine britische Komikerin und Autorin.

## Leben und Karriere
Kurz nach ihrer Geburt setzte Jones’ Atmung für fünfzehn Minuten aus. Dies führte zu einer Cerebralparese, die sich bei ihr durch eine Gangstörung und eine langsame, leicht unklare Aussprache bemerkbar macht. Rosie Jones wuchs in Bridlington, Yorkshire auf. In einem Diversity-Traineeship begann sie als Rechercheurin für die BBC zu arbeiten, war danach einige Jahre arbeitslos und später als Autorin für Comedy-Shows im TV tätig.
Ihren ersten Auftritt als Stand-up-Komikerin hatte Jones während eines Stand-up-Comedyabends einer Freundin. Seit 2016 trat sie in verschiedenen Comedy-Veranstaltungen und Fernsehsendungen auf. 2020 hatte sie einen Comedy-Gig im Wembleystadion vor 9.000 Zuschauern.
2021 strahlte der BBC-Sender Channel 4 zur Hauptsendezeit eine vierteilige Serie mit dem Titel Trip Hazard: My Great British Adventure mit Jones als Protagonistin aus, in der es um den Besuch unangenehmer Orte ging. „going to shit places and making the most of it“ („an Scheißorte gehen und das Beste draus machen“), so beschrieb Jones den Inhalt.
Seit Mai 2022 präsentiert sie auf UKTV Rosie Jones's Disability Comedy Extravaganza (auf Deutsch etwa Behinderten-Komödien-Spektatel), bisher in 2 Staffeln (zwei und drei Folgen). In der Show treten verschiedene Comedians mit Behinderungen auf, die ihre Perspektiven und Erfahrungen auf humorvolle Weise teilen. Eine dritte Staffel ist für den Sommer 2024 angekündigt.
2024 nahm sie an der 18. Staffel der britischen Spielshow Taskmaster auf Channel 4 teil.
Darüber hinaus ist sie auch als Autorin tätig. Sie schrieb das Drehbuch zur vierten Folge der zweiten Staffel der Netflix-Serie Sex Education. Ihr erstes Buch, The Amazing Edie Eckhart, erschien im August 2021. The Sunday Times stellte es als „Kinderbuch der Woche“ vor. Hauptfigur ist ein elfjähriges Mädchen, das ebenfalls eine Cerebralparese hat.
Jones ist lesbisch. 2020 wurde sie vom britischen LGBTQ-Magazin Attitude mit einem Award in der Kategorie „Comedy“  geehrt.